# جبر ابتدائي
الجبر الابتدائي هو أبسط أنواع الجبر الذي يتم تدريسه لطلاب الرياضيات المفترض محدودية معرفتهم برياضيات ما بعد الأرقام. يشكل هذا الفرع من الجبر الذي يتعامل مع كثيرات الحدود والمعادلات وطرق إيجاد جذور المعادلات وطرق حلها. في هذا المقال نتعرض للجبر الابتدائي بداية ببديهياته مرورا بخواص العمليات الجبرية وانتهاء بأنظمة المعادلات الخطية.

## قوانين الجبر الابتدائي
يعتمد الجبر الابتدائى على عمليتين أساسيتين هما الجمع والضرب. لكل من هاتين العمليتين عملية معاكسة. العملية المعاكسة للجمع هي الطرح. والعملية المعاكسة للضرب هي القسمة. يعتمد الجبر الابتدائى أيضا على رقمين بالغى الأهمية هما الصفر والواحد. يدعى الصفر بالمحايد الجمعى والواحد بالمحايد الضربى. يعتبر الواحد أيضا المولد الأساسي للجبر الابتدائي.

### عملية الجمع
يتم تعريف عملية الجمع بتكرار جمع الرقم واحد والذي يغير النتيجة إلى الرقم التالي. فمثلا
أي رقم مجموع عليه واحد يساوى الرقم الذي يليه
{\displaystyle 1+1=2\,}
{\displaystyle 2+1=3\,}
أي رقم مجموع مع أي رقم آخر يتم تحليل أحدهما لمجموع الآحاد كما يلى{\displaystyle 2+2=1+1+1+1=3+1=4\,}
{\displaystyle 2+3=2+1+1+1=3+1+1=4+1=5\,}
وهكذا.

#### خواص عملية الجمع
- الجمع عملية تبديلية. وهذا يعنى أن ترتيب المعاملات حول عملية الجمع يساوى نفس النتيجة.

{\displaystyle a+b=b+a\,}
- [الجمع] عملية تجميعية. وهذا يعنى أن ترتيب إجراء عملية الجمع لا يؤثر على النتيجة.

{\displaystyle a+(b+c)=(a+b)+c=a+b+c\,}
- المحايد الجمعى (الصفر) هو الرقم الذي لا يؤثر على عملية الجمع.

{\displaystyle a+0=0+a=a\,}
- الطرح عملية معاكسة للجمع.أي أن طرح أي رقم من رقم آخر يساوى الفرق بينهما الذي لو أضيف للرقم الثاني يساوى الرقم الأول.

{\displaystyle a-b=c\,}
{\displaystyle a=c+b\,}
- وهذا يعنى أن طرح الرقم من نفسه لابد أن يساوي المحايد الجمعى (الصفر).

{\displaystyle a-a=0\,}
لأن
{\displaystyle a+0=a\,}
لذلك يتم تعريف المعاكس الجمعى لكل عنصر في الأرقام المتعامل معها جبريا.
- المعاكس الجمعى لرقم {\displaystyle a} هو الرقم {\displaystyle (-a)} الذي يساوى مجموعهما الصفر.

{\displaystyle a+(-a)=0\,}
- وهكذا تتحول عملية الطرح إلى عملية جمع باستبدال العدد المطروح بمعاكسه الجمعى أو العدد سالب

{\displaystyle a+(-b)=a-b\,}

### عملية الضرب
يتم تعريف عملية الضرب بتكرار الجمع. فمثلا
{\displaystyle 5\times 2=5+5=2+2+2+2+2=10\,}
وهكذا.

#### خواص عملية الضرب
- الضرب عملية تبديلية. وهذا يعنى أن ترتيب المعاملات حول عملية الضرب يساوى نفس النتيجة.

{\displaystyle a\times b=b\times a\,}
- الضرب عملية تجميعية. وهذا يعنى أن ترتيب إجراء عملية الضرب لا يؤثر على النتيجة.

{\displaystyle a\times (b\times c)=(a\times b)\times c=a\times b\times c\,}
- الضرب عملية توزيعية على الجمع. وهذا يعنى أن إجراء عملية ضرب على مجموع رقمين يساوى مجموع حاصل ضرب العدد مع كل من هذين العددين.

{\displaystyle a\times (b+c)=a\times b+a\times c\,}
- المحايد الضربى (الواحد) هو الرقم الذي لا يؤثر على عملية الضرب.

{\displaystyle a\times 1=1\times a=a\,}
- القسمة عملية معاكسة للضرب.أي أن قسمة أي رقم على رقم آخر يساوى الفرق في تكرار الجمع بينهما الذي لو أضيف للرقم الثاني يساوى الرقم الأول.

{\displaystyle {a \over b}=c\,}
{\displaystyle a=c\times b\,}
- وهذا يعنى أن قسمة الرقم على نفسه لابد أن يساوى المحايد الضربى (الواحد).

{\displaystyle {a \over a}=1\,}
لأن
{\displaystyle a\times 1=a\,}
لذلك يتم تعريف المعاكس الضربى لكل عنصر في الأرقام المتعامل معها جبريا.
- المعاكس الضربى لرقم {\displaystyle a} هو الرقم {\displaystyle (a^{-1})} الذي يساوى حاصل ضربهما الواحد.

{\displaystyle a\times (a^{-1})=1\,}
- وهكذا تتحول عملية القسمة إلى عملية ضرب باستبدال العدد المقسوم عليه بمعاكسه الضربى أو ما يسمى بمقلوب العدد

{\displaystyle a\times (b^{-1})={a \over b}\,}

### قوانين المتساويات
- إذا كان {\displaystyle a=b\,} و {\displaystyle b=c\,} إذن {\displaystyle a=c\,}
- إذا كان {\displaystyle a=b\,} إذن {\displaystyle b=a\,}

### قوانين أخرى
- إذا كان {\displaystyle a=b\,} و {\displaystyle c=d\,} إذن {\displaystyle a+c=b+d\,}
- إذا كان {\displaystyle a=b\,} إذن {\displaystyle a+c=b+c\,} لأى رقم {\displaystyle c\,}
- إذا كان {\displaystyle a=b\,} و {\displaystyle c=d\,} إذن {\displaystyle a\times c=b\times d\,}
- إذا كان {\displaystyle a=b\,} إذن {\displaystyle a\times c=b\times c\,} لأى رقم {\displaystyle c\,}
- إذا وجد متغيرين متساويين يمكن استبدال أحدهما بما يساويه الآخر.
- إذا كان {\displaystyle a>b\,} و {\displaystyle b>c\,} إذن {\displaystyle a>c\,} (علاقة التعدي)
- إذا كان {\displaystyle a>b\,} إذن {\displaystyle a+c>b+c,} لأى رقم {\displaystyle c\,}
- إذا كان {\displaystyle a>b\,} و {\displaystyle c>0\,} اذن {\displaystyle a\times c>b\times c\,}
- إذا كان {\displaystyle a>b\,} و {\displaystyle c<0\,} إذن {\displaystyle a\times c<b\times c\,}

## المعادلات الخطية في متغير واحد

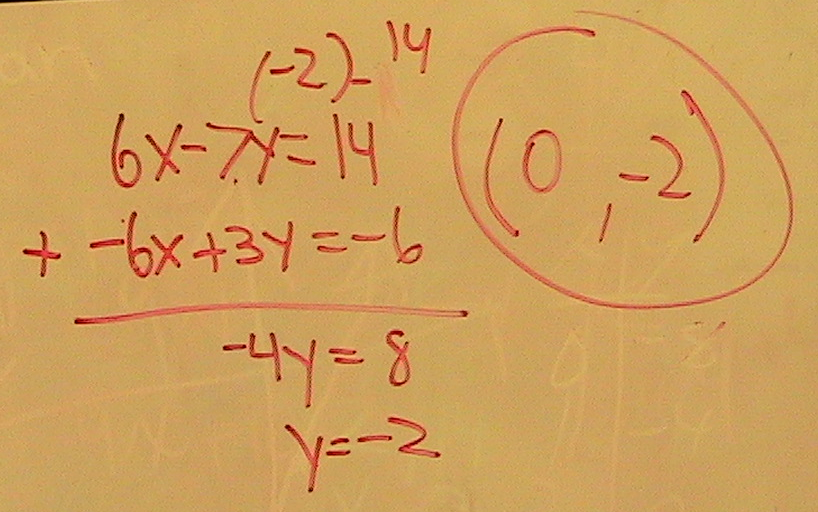
مثال عن مسألة جبر

تعد المعادلة الخطية في مجهول واحد أبسط المعادلات على الإطلاق فهي تتكون من متغير واحد وبعض الثوابت العددية.
{\displaystyle 2x+4=12\,}
الطريقة الأساسية لحل هذه المعادلة هي تطبيق العمليات الأساسية من جمع وطرح وضرب وقسمة على طرفي المعادلة لنحصل على المتغير في جانب والثوابت في الجانب الآخر. فمثلا
{\displaystyle 2x+4-4=12-4\,}
لتتبسط إلى
{\displaystyle 2x=8\,}
والآن نقسم الطرفين على {\displaystyle 2\,}
{\displaystyle {2x \over 2}={8 \over 2\,}}
ويتم تبسيطها إلى
{\displaystyle x=4\,}
وعند تعويض {\displaystyle x=4\,} في {\displaystyle 2x+4=12\,} نجد أن:
{\displaystyle 2(4)+4=12}
{\displaystyle 12=12}
الحالة العامة للمعادلات الخطية من الدرجة الأولى في متغير واحد هي كالتالى
{\displaystyle ax+b=c\,}
حيث {\displaystyle x\,} هو المتغير و{\displaystyle a,b,c\,} هم ثوابت عددية.
والحل العام لهذه المعادلة يكون
{\displaystyle x={{c-b} \over a}\,}
و يشترط لاستعمال هذه الطريقة ان يكون العدد (a) لا يساوي الصفر.

## أنظمة المعادلات الخطية
تسمى مجموعة من معادلات الخطية بالنظام. فمثلا معادلتين في متغيرين {\displaystyle x\,} و{\displaystyle y\,}
{\displaystyle {\begin{cases}4x+2y=14\\2x-y=1\end{cases}}\,}
يدعى نظام معادلات خطى في متغيرين. توجد طرق حل كثيرة لإيجاد قيم {\displaystyle x\,} و{\displaystyle y\,} التي تحقق المعادلتين المعرفتين للنظام منها الجبرى والهندسي.

### إيجاد الحل بالحذف
بضرب طرفى المعادلة الثانية في 2.
{\displaystyle 4x+2y=14\,}
{\displaystyle 4x-2y=2\,}
بجمع المعادلتين نجد
{\displaystyle 8x=16\,}
والآن نقسم الطرفين على 8
{\displaystyle {8x \over 8}={16 \over 8\,}}
ويتم تبسيطها إلى
{\displaystyle x=2\,}
ولإيجاد قيمة {\displaystyle y} في معادلتي النظام يتم تعويض قيمة {\displaystyle x=2\,} في أي من معادلتي النظام.
ولتكون المعادلة الأولى وهي {\displaystyle 4x+2y=14}
بتعويض {\displaystyle x=2}
{\displaystyle 4(2)+2y=14}
{\displaystyle 8+2y=14}
نضع المتغير في جانب والثوابت في الجانب الآخر مع تغيير الإشارة
{\displaystyle 2y=14-8}
{\displaystyle 2y=6}
والآن نقسم الطرفين على 2
{\displaystyle {2y \over 2}={6 \over 2}}
ويتم تبسيطها إلى
{\displaystyle y=3}
وكذلك نجد {\displaystyle y=3} في المعادلة الثانية وهي {\displaystyle 2x-y=1}
نجد قيمة المتغيرين {\displaystyle x=2} و {\displaystyle y=3} وبتعويض قيمتهما في {\displaystyle {\begin{cases}4x+2y=14\\2x-y=1\end{cases}}\,} نجد أن:
{\displaystyle {\begin{cases}4(2)+2(3)=14\\2(2)-3=1\end{cases}}\,}
{\displaystyle ={\begin{cases}14=14\\1=1\end{cases}}\,}

### إيجاد الحل بالتعويض
يعتمد هذا الحل على التعويض بالمعادلة المعبرة عن {\displaystyle y\,} لاستنتاج قيمة {\displaystyle x\,} ومن ثم التعويض بقيمة {\displaystyle x\,} المستنتجة لإيجاد قيمة {\displaystyle y\,}.
بطرح {\displaystyle 2x\,} من طرفى المعادلة الثانية نجصل على
{\displaystyle 2x-y-2x=1-2x\,}
ويتم تبسيطها إلى
{\displaystyle -y=1-2x\,}
وبضرب طرفى الأخيرة في {\displaystyle -1\,} نحصل على
{\displaystyle y=2x-1\,}
وبالتعويض بما يساوى {\displaystyle y\,} في المعادلة الأولى في النظام
{\displaystyle 4x+2(2x-1)=14\,}
{\displaystyle 4x+4x-2=14\,}
{\displaystyle 8x-2=14\,}
وبجمع {\displaystyle 2\,} لطرفى هذه المعادلة نحصل على
{\displaystyle 8x=16\,} ومنها بالقسمة على {\displaystyle 8\,} تكون
{\displaystyle x=2\,}
وبالتعويض بقيمة {\displaystyle x\,} في أي من معادلتى النظام تكون
{\displaystyle y=3\,}

## حالات خاصة من أنظمة المعادلات الخطية
في المثال السابق تمكننا من إيجاد حل يحقق المعادلات الموصفة للنظام. ولكن توجد أنظمة أخرى ليس لها حلول إما لأنها غير قابلة للحل أو غير محددة.

### أنظمة غير قابلة للحل
يعمد المثال التالي على أبسط الأمثلة للأنظمة غير قابلة للحل
{\displaystyle {\begin{cases}x+y=1\\0x+0y=2\end{cases}}\,}
وذلك بسبب أن المعادلة الثانية ليس لها حل.
هناك أنظمة أخرى مثل
{\displaystyle {\begin{cases}4x+2y=12\\-2x-y=-6\end{cases}}\,}
عند إيجاد حل لهذا النظام نجد
{\displaystyle y=-2x+6\,}
وبالتعويض
{\displaystyle 4x+2(-2x+6)=12\,}
{\displaystyle 4x-4x+12=12\,}
{\displaystyle 12=12\,}
تلاشت كل المتغيرات والمتساوية الأخيرة صحيحة. إذا نتج عن هذا التعويض متساوية صحيحة يكون هذا النظام غير محدد.

### أنظمة غير محددة
في المثال التالي
{\displaystyle {\begin{cases}4x+2y=12\\-2x-y=-6\end{cases}}\,}
بعزل {\displaystyle y\,} يكون
{\displaystyle y=-2x+6\,}
و بالتعويض
{\displaystyle 4x+2(-2x+6)=12\,}
{\displaystyle 4x-4x+12=12\,}
{\displaystyle 12=12\,}
تلاشت كل المتغيرات والمتساوية الأخيرة صحيحة. السبب الرئيسى في عدم وجود حلول محددة لهذا النظام هو أن أحد المعادلتين يساوى الأخرى مضروبة في ثابت. وتدعى هذه المعادلات متوازية.

## اقرأ أيضا
- عملية الجمع
- عملية الطرح
- عملية الضرب
- عملية القسمة
- الجبر الخطي
- نظام المعادلات الخطية